# Sasha Barrese
Alexandra "Sasha" Barrese (Maui, 24 de abril de 1981) é uma atriz americana conhecida por seu papel no sitcom Run of the House.

## Filmografia
| Ano       | Filme / Series        | Papel                           |
| --------- | --------------------- | ------------------------------- |
| 1989      | Homer and Eddie       | menina com 4 anos de idade      |
| 1990      | Jezebel's Kiss        | Jezebel jovem                   |
| 1999      | American Pie          | Courtney                        |
| 1999      | Boy Meets World       | Janine (1 Episódio)             |
| 2000      | Dropping Out          | Heather                         |
| 2000      | Hellraiser: Inferno   | Daphne Sharp                    |
| 2001      | Legally Blonde        | Outra menina                    |
| 2002      | Paranormal Girl       | Kelly Billingham                |
| 2002      | The Ring              | Garota adolescente #1           |
| 2002      | Just Shoot Me         | Tess (3 Episódios)              |
| 2003      | Hulk                  | Alice                           |
| 2004–2005 | LAX                   | Caitlin Mansfield (9 Episódios) |
| 2006      | CSI: Miami            | April Goodwin                   |
| 2007      | Drive                 | Dupree (1 Episódio)             |
| 2007      | Full Dress            | Nun 1                           |
| 2007      | Carpoolers            | Holly (1 Episódio)              |
| 2007      | Supernatural          | Casey ( 1 Episódio)             |
| 2009      | The Hangover          | Tracy Garner                    |
| 2010      | Let Me In             | Virginia                        |
| 2011      | The Hangover: Part II | Tracy Billings                  |